# Jaremtje
Jaremtje (ukrainsk: Яре́мче, tr. Jarémtje, ukrainsk udtale: [jɐˈrɛmt͡ʃe]  ( hør); polsk: Jaremcze eller Jaremcza) er en by i den vestlige del af Ukraine. 
Byen ligger i en højde af omkring 580 moh. og har en befolkning på omkring 8.004 (2021) indbyggere. Den er beliggende i Nadvirna rajon i Ivano-Frankivsk oblast (provins) og er sæde for administrationen af Jaremtje by-hromada, en af Ukraines hromadaer.
Jaremtje er desuden sæde for hovedkvarteret for den nærliggende Karpaterne Nationalpark.

## Galleri
- Græsk-katolsk kirke
- Panorama
- Floden Prut i Jaremtje